# Mike Moh
Mike Moh (Atlanta, Georgia; 19 de agosto de 1983) es un actor de cine y televisión y practicante de artes marciales estadounidense de ascendencia coreana. Es cinturón negro de quinto grado en taekwondo. Interpretó a Ryu en las últimas tres series de televisión de Street Fighter y a Tritón en la serie de Marvel Inhumans. Además, hizo el papel de Bruce Lee en la película de Quentin Tarantino Érase una vez en Hollywood.

## Filmografía

### Cine
| Año  | Título                       | Papel                            | Notas        |
| ---- | ---------------------------- | -------------------------------- | ------------ |
| 2006 | Dos ladrones y medio         |                                  |              |
| 2009 | Cut the Fat                  | Theo                             | Cortometraje |
| 2009 | Underground Street Flippers  |                                  | Cortometraje |
| 2009 | Greenside                    | Lachlan Sims                     | Cortometraje |
| 2011 | Where the Road Meets the Sun | Nuevo amor de Misaki             |              |
| 2014 | School Dance                 | Tram                             |              |
| 2016 | The Man from Death           | Líder de las drogas Qing Heilong |              |
| 2018 | Killerman                    | Baracuta                         |              |
| 2019 | Érase una vez en Hollywood   | Bruce Lee                        |              |
| 2022 | Blade of the 47 Ronin        | Reo                              |              |
| 2023 | Ghosted                      | Wagner                           |              |

### Televisión
| Año       | Título                               | Papel                                            | Notas                    |
| --------- | ------------------------------------ | ------------------------------------------------ | ------------------------ |
| 2009      | Kamen Rider: Dragon Knight           | Kamen Rider Axe / Danny Cho / Hunt               | 17 episodios             |
| 2011      | House M. D.                          | Mesero                                           |                          |
| 2011      | Where the Road Meets the Sun         | Doble de riesgo                                  |                          |
| 2011      | 2 Broke Girls                        | Hipster coreano #1                               |                          |
| 2012      | The Johnnies                         | Mike                                             | 4 episodios              |
| 2012-2013 | Supah Ninjas                         | Ishina Ninja / Matón de Flint / Mayhem / Raymond | 4 episodios              |
| 2014      | Castle                               | Lee Tong                                         | 1 episodio               |
| 2014      | Street Fighter: Assassin's Fist      | Ryu                                              | 12 episodios             |
| 2014      | True Blood                           | Yakuza #1                                        | Sin acreditar 1 episodio |
| 2015-2017 | Empire                               | Steve Cho                                        | 9 episodios              |
| 2016      | Street Fighter: Resurrection         | Ryu                                              |                          |
| 2017      | Inhumans                             | Tritón                                           | 3 episodios              |
| TBA       | Street Fighter II: The World Warrior | Ryu                                              | En desarrollo            |